# لافایت یانگ
لافایت یانگ (به انگلیسی: Lafayette Young) سناتور سابق عضو حزب جمهوری‌خواه ایالات متحده آمریکا بود. وی در سال ۱۹۱۰ تا ۱۹۱۱ میلادی سناتور ایالت آیووا در سنای ایالات متحده آمریکا بود.